# 相席屋
相席屋（あいせきや）英語Shared seat Shopは、株式会社セクションエイト(本社：東京都品川区)が運営する、初めて会う男女をマッチングする婚活応援居酒屋。

## 沿革
- 2014年(平成26年)
  - 3月　「相席屋」東京都北区赤羽に赤羽店出店。
  - 7月　「相席屋」東京都新宿区に歌舞伎町店出店。
  - 8月　「相席屋」東京都墨田区に錦糸町店出店。
  - 9月　「相席屋」東京都渋谷区に渋谷南口店出店、埼玉県大宮市に大宮店出店。
  - 10月　「相席屋」東京都町田市に町田店出店。
  - 11月　「相席屋」兵庫県神戸市中央区に三宮生田神社前店出店、東京都港区に六本木店出店、東京都豊島区に池袋西口店出店、愛知県名古屋市に名古屋錦三丁目店出店。
- 2015年(平成27年)
  - 1月　「相席屋」東京都台東区に上野店出店、東京都豊島区に南池袋店出店。
  - 2月　「相席屋R30」東京都港区に赤坂店出店、「相席屋」東京都武蔵野市に吉祥寺店出店、神奈川県川崎市に川崎店出店。
  - 3月　「相席屋」福岡県福岡市に福岡天神店出店、栃木県宇都宮市に宇都宮店出店、大阪府大阪市に心斎橋店出店、東京都八王子市に八王子店出店、東京都世田谷区に下北沢店出店。
  - 4月　「相席屋」北海道札幌市に札幌すすきの店出店、東京都品川区に大井町店出店、大阪府大阪市になんば千日前店出店、埼玉県川口市に川口店出店。
  - 5月　「相席屋」東京都新宿区に新宿東口店出店。
  - 6月　「相席屋」東京都新宿区に高田馬場店出店、東京都豊島区に池袋東口店出店、東京都大田区に蒲田店出店　神奈川県横浜市に横浜西口店、新横浜店出店、川崎市に 登戸店出店、大阪府大阪市に阪急東通り店出店　広島県広島市に広島並木通り店出店　宮城県仙台市に仙台国分町店出店。
  - 7月　「相席屋R30」神奈川県川崎市に川崎店出店、「相席屋」東京都渋谷区に渋谷2号店出店、熊本県熊本市に熊本上通り店出店、千葉県千葉市に千葉中央店出店、新潟県新潟市に新潟万代店出店、群馬県高崎市に高崎店出店、神奈川県横須賀市に横須賀中央店出店、大阪府大阪市に道頓堀店出店、お初天神店出店。
  - 8月　「相席屋R30」兵庫県三宮市に三宮店出店、「相席屋」福岡県北九州市に小倉魚町店出店、福岡市に中洲店出店　埼玉県川越市に川越店出店　埼玉県大宮市に大宮東口店出店、京都府京都市に京都河原町店出店。
  - 9月　「相席屋」東京都台東区市に浅草店出店、福島県郡山市に郡山店出店、愛知県名古屋市に名駅東口店出店、大阪府大阪市になんばオリエンタルホテル店出店、神奈川県横浜市に鶴屋町店出店。
  - 10月 「Aisekiya+」大阪府大阪市にAiSEKIYA+道頓堀店出店、「相席屋R30」神奈川県横浜市に横浜西口店出店「相席屋」東京都渋谷区に恵比寿店出店、千葉県柏市に柏店出店、岡山県岡山市に岡山本町店出店、神奈川県横浜市に関内店出店。
  - 11月 「相席屋R30」神奈川県横浜市に鶴屋町店出店、「相席屋」東京都港区に赤坂見附店出店　北海道札幌市に南1条店出店。
  - 12月 「相席屋」グアムにグアムタモン店出店、鹿児島県鹿児島市に鹿児島天文館店出店、大阪府大阪市に大阪アメリカ村店出店。
- 2016年(平成27年)
  - 1月 「相席屋」愛媛県松山市に松山大街道店出店。
  - 2月 「相席屋」東京都中央区に銀座コリドー店出店、静岡県浜松市に浜松店出店、岐阜県岐阜市に岐阜店出店。
  - 3月 「相席屋」長野県長野市に長野店出店、香川県高松市に高松店出店。
  - 4月 「相席屋」岩手県盛岡市に盛岡映画館通り店出店、石川県金沢市に金沢片町店出店。
  - 5月 「相席屋」東京都千代田区に秋葉原店出店、沖縄県那覇市に沖縄国際通り店出店。
  - 6月 「相席屋」静岡県静岡市に静岡店出店

## 店舗
公式ホームページ店舗検索を参照。